# 小欖山
小欖山（英語：Siu Lam Hill），又稱141山或141號山（英語：Hill 141），是香港新界西南部的一座山丘，位於大欖涌水塘西南近小欖一帶，海拔141米。
小欖山山頂設有香港數碼地面電視廣播之輔助發射站（大欖涌141山發射站），服務大欖及小欖等地。